# Vibrafon

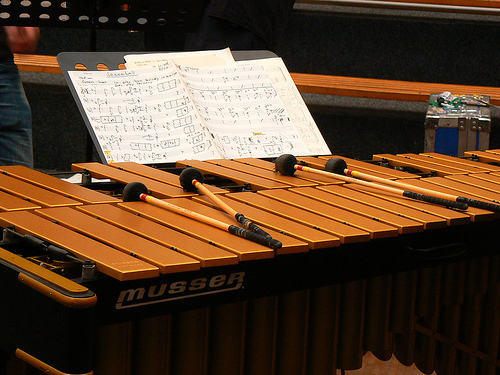
Typický vibrafon

Vibrafon, též vibraharfa nebo zkráceně vibe, je hudební nástroj podobný xylofonu. Je řazen do skupiny samozvučných bicích nástrojů, při podrobnějším třídění do podskupiny metalofonů, případně melodických bicích nástrojů. První vibrafon představil veřejnosti Američan Hermann Winterhoff v roce 1924. Hráč na tento nástroj se nazývá vibrafonista.

## Historie
Od roku 1916 zkoušel nástrojář Hermann Winterhoff vytvořit vibrato efekt pomocí motoricky poháněného mechanismu. Jeho cílem bylo napodobit zvuk lidského hlasu (vox humana). Vyšel z hudebního nástroje marimba, u něhož nahradil dřevěné kameny kovovými. Následně přidal tyč s klapkami umístěnou na horním konci rezonátorů a poháněnou motorem. Tím dosáhl typického pulzujícího zvuku (tremolo), od něhož je odvozen název nástroje - vibrafon. V roce 1924 byl nástroj představen široké veřejnosti prostřednictvím rozhlasových nahrávek a začali se o něj zajímat hudebníci. Další firmy vyráběly obdobné nástroje pod jinými názvy (vibraharp, vibraarfa).
VIbrafon je nejčastěji spojován s jazzovou hudbou, v níž se prosadil nejdříve. Našel však uplatnění i ve vážné a populární hudbě.

## Konstrukce
Podstatou vibrafonu jsou kovové desky různé délky (tzv. kameny), které jsou seřazeny do dvou paralelních řad tak, že jedna řada obsahuje základní tóny a druhá půltóny (podobně jako u klavíru bílé a černé klávesy), dohromady tedy tvoří v každé oktávě kompletní řadu dvanácti půltónů v chromatickém ladění. Kameny se obvykle rozechvívají paličkami, jejichž hlavice jsou nejčastěji potaženy plstí. Lze však použít i hlavice z jiného materiálu (dřevo, kov…), zvuk nástroje je pak jiný. Pod každým kamenem je připevněna kovová trubice (rezonátor), která je svým průměrem a délkou naladěna na odpovídající tón. Každou řadou trubic prochází v horní části hřídel osazená klapkami, kterými lze rezonátory uzavřít, nebo při otáčení hřídele vytvářet v tónu tzv. tremolo efekt. Nástroj je rovněž vybaven pedálovým mechanismem, kterým lze tlumit vibrace kamenů podobně jako pravým pedálem klavíru.
Kameny vibrafonu jsou ovbykle vyrobeny z hliníku, zřídka z jiných kovových materiálů (mosaz, bronz). Jsou zavěšeny na šňůře (paracord) provlečené otvory zhruba ve čtvrtině délky od každého konce. Ze spodní strany jsou kameny v prostřední části hluboce vybrány, tím se jednak zkrátí jejich délka a zároveň se zvýrazní určité harmonické frekvence.
Rozsah vibrafonu je f – f3 nebo c1 – g3. Kvalitní nástroje mají rozsah 3 oktávy a více.

## Technika hry
Na vibrafon se hraje nejméně dvěma paličkami, přičemž hráč drží v každé ruce jednu. Zkušení vibrafonisté často hrají čtyřmi paličkami (v každé ruce dvě), někteří experimentovali i s větším počtem. Intenzitu a barvu zvuku lze ovlivnit volbou hmotnosti hlavice paličky a tvrdosti jejího povrchu. Někteří vibrafonisté experimentovali s netradičními technikami: rozeznívání kamenů smyčcem, údery na rezonátory, pokládání mincí na kameny a další.

## Významní vibrafonisté
Jedním ze světově nejproslulejších současných vibrafonistů je Gary Burton. Za jeho předchůdce a vzory jsou považování swingař Lionel Hampton a hvězda moderního jazzu Milt Jackson.
Z českých osobností dosáhl uznání v zahraničí jazzový hudebník Karel Velebný, který vedle vibrafonu hrál na řadu dalších nástrojů včetně saxofonu a klavíru. Kromě vlastních skupin Studio 5 a S+H Q (později SHQ) působil jako vibrafonista v řadě českých hudebních uskupení.
Zásluhu na prosazení vibrafonu v Česku má Stanislav Hojný, který ve druhé polovině 20. století vyučoval hru na tento nástroj (a další melodické bicí nástroje) na Pražské konzervatoři. Zkomponoval sérii etud pro vibrafon, které jsou používány ve výuce na ZUŠ a konzervatořích, nebo při přijímacích zkouškách na HAMU.
Mezinárodně uznávaným vibrafonistou je i český skladatel a pedagog Radek Krampl.